# Операција Ваздушни мост
Операција Ваздушни мост (у САД позната и као операција Халијард, енгл. Operation Halyard) највећа је акција спасавања савезничких снага иза непријатељских линија у Другом светском рату, а изведена је у Србији. Спасавање савезничких пилота изведено је од стране авијације САД у сарадњи са Југословенском војском у отаџбини генерала Драгољуба Михаиловића. Четници су на тај начин спасли више од 500 савезничких пилота, које су Немци оборили изнад Југославије. Највећи број пилота је евакуисан са импровизованог аеродрома у селу Прањани 1944. године. У америчким војним круговима ова спасилачка мисија позната је као операција Халијард (енгл. Operation Halyard). Операција Ваздушни мост сматра се за једну од најуспешнијих спасилачких мисија иза непријатељских линија у историји ратова.
Са јачањем савезничке бомбардерске офанзиве против Осовине, све већи број ваздухопловаца остајао је иза непријатељских линија услед принудног спуштања из оштећених авиона. Због тога је на основу наређења генерала Икера (енгл. Ira Eaker) од 24. јула 1944. основана Јединица за спасавање ваздухопловних посада (енгл. Air Force Air Crew Rescue Unit (ACRU)). Ова јединица евакуисала је укупно 5.700 америчких ваздухопловаца. Највише њих, 2.350, евакуисано је из Југославије. Од тога, 1.532 су евакуисана са четничке територије, а преко 818 са партизанске.

## Позадина
После успешног искрцавања Американаца на Сицилију, у јесен 1943. године капитулирала је Италија, Американци су заузели целу Јужну Италију. Из Туниса је крајем 1943. године пребачен Петнаеста ваздушна армија САД (енгл. USAAF 15th Air Force), под командом генерала Натана Твајнинга, на аеродром код Фође, тај аеродром је убрзо постао највећа ваздухопловна база Американаца у јужној Италији, за дејствовање по циљевима у јужној и источној Европи. Петнаести корпус ваздушних снага САД, користио је и околне аеродроме: код Барија, код Бриндизија, Лећа и код Мандурија. Петнаести корпус ваздушних снага САД је дејствовао по циљевима у Аустрији, Мађарској, Словачкој, Југославији, Бугарској и Румунији. Најважнији циљеви биле су фабрике кугличних лежајева у Аустрији и извори нафте и рафинерије нафте у Румунији. Сви летови за бомбардовање извора и рафинерија нафте у Румунији, код места Плоешти северно од Букурешта, ишли су преко Србије. Рафинерије нафте у Румунији биле су моторна снага Хитлерове ратне машине.
Током извођења операције Ваздушни мост Михаиловић се 13. августа састао са Недићем у Ражани, немачки командант Србије Фелбер преговарао је 20. августа са штабом 4. групе јуришних корпуса, командант југоистока фелдмаршал фон Вајхс покушавао је да организује заједничку армију Недића и Михаиловића под немачком командом, Немци су уз помоћ четника водили операцију против НОВЈ (Рибецал), савезничко ваздухопловство евакуисало је 22. августа са узлетишта Брезна код Никшића 1.059 партизанских рањеника, a амерички високи обавештајци преговарали су 3. септембра са немачком командом југоистока.

## Бомбардовање циљева у јужној и источној Европи
Од октобра 1943. године до октобра 1944. године, Петнаести корпус ваздушних снага САД, обавио је око 20.000 борбених летова, укључујући и ловачке авионе и бомбардере. У том временском периоду изгубљено је скоро педесет одсто авиона и само око десет одсто људства. Петнаести корпус за извршење борбених мисија располагао је са 500 тешких бомбардера типа Б-17 „Летећих тврђава“, Б-24 „Либератор“ и са око 100 ловачки авиона за пратњу бомбардера. Маршрута летова авиона из Јужне Италије до циљева у Румунији понављала се свакодневно од пролећа 1944. године. Преко Јадрана, Црне Горе и Србије и Бугарске ка Румунији.
Две трећине летова са аеродрома у јужној Италији обављено је према циљевима у Бугарској, Румунији и Србији. Београд је бомбардован осам пута, Ниш око тридесет пута, а затим Крагујевац, Лесковац и још неки градови у Србији. Бомбардовање српских градова били су унапред одабрани циљеви, као бомбардовање Београда на Ускрс, или бомбардовање Лесковца на краљев рођендан. Немци су располагали са ограниченим бројем ловачких авиона, најчешћа мета су им били савезнички авиони који су већ били оштећени од њихове противваздушне одбране над Бугарском и Румунијом, који су услед оштећења спорије летели на мањим висинама. Немци су имали и снажну противавионску одбрану изнад рудника бакра у Борском руднику.

## Спасавање америчких авијатичара
Формације савезничких авиона, дејствујући на објекте непријатељске територије, прелећу нашу земљу. Из оштећених авиона посада се скакањем спасава. Предузмите потребне мере да их од непријатеља сачувате. Спасени авијатичари из свих крајева биће вама упућени. Припремите њихову заштиту, снабдевање и евакуацију
 - гласила је наредба генерала Драже Михаиловића, која је у јануару 1944. године стигла у штаб Првог равногорског корпуса, под командом поручника Звонимира Вучковића.
Пошто су почетком 1944. године појачана бомбардовања циљева у Бугарској, а нарочито у Румунији, амерички авијатичари све су чешће напуштали оштећене авионе изнад Србије. У другим земљама, изнад Румуније, Бугарске, Хрватске напуштали су их у крајњој нужди. Мали број посада имао је несрећу да падне у руке Румуна, Бугара, Хрвата или Немаца, који су их одмах ликвидирали или отпремали у заробљеничке логоре у Немачкој. Све посаде, пре него што су упућене на задатак у Румунију, претходно су лажно информисани од стране својих обавештајних официра, да територије које на том путу буду прелетали контролишу партизани. Први амерички пилоти пали су у Србију под немачком окупацијом, 24. јануара 1944. Тог дана оборена су два „либератора“, један на Златибору, и један у Топлици. Један бомбардер, којег су немачки ловци оштетили је принудно слетео између Плочника и Белољина. Групу од 10 пилота спасли су четници Топличког корпуса под командом Милана Стојановића. Пилоти су били смештени у кући четовође, у селу Велика Драгуша. Други бомбардер су тог истог дана погодили немачки ловци, пилоти су искочили уз помоћ падобрана изнад Златибора. Ову групу пилота су пронашли припадници Златиборског корпуса. Чланови посаде после искакања су најчешће питали прво за партизане. Међутим, касније су увидели, да у Србији нема ни Тита ни његових партизана. Спасавање америчких авијатичара и других савезника, трајало је од јануара 1944. године до фебруара 1945. године.
Немачке снаге у Србији, видевши оштећене авионе и отворене падобране дале су се у потеру за пилотима. Међутим, припадници Југословенске краљевске војске у Отаџбини су стизали пре њих. Немци су уценили све савезничке пилоте, нудећи новчану награду. Али ниједан није продан Немцима. Под спасавањем се подразумевало њихово прихватање и спречавање непријатеља да их зароби, вишемесечни смештај код сељака и исхрана без икакве савезничке помоћи. Генерал Драгољуб Михаиловић је почетком 1944. године издао наредбу свим својим јединицама, да у сарадњи са народом организују прихватање, смештај и склањања на сигурно америчких авијатичара. На основу те наредбе, формирано је више сабирних центара у Источној Србији, Поморављу и Западној Србији. Касније је у селу Прањани основана болница за повређене и болесне пилоте.

### Шумски аеродром у селу Прањани
По наредби генерала Михаиловића, почетком марта 1944. године почела је изградња аеродрома, са којег је требало да се врши евакуација америчких авијатичара за Италију. Командант Првог равногорског корпуса, капетан Звонимир Вучковић, одабрао је са америчким ОСС капетаном Џорџом Мусулином погодан терен на планинској висоравни недалеко од села Прањани у Западној Србији, на месту званом Галовића поље. Стотине сељака из околних села радило је свакодневно са воловским запрегама током марта 1944. године како би изградили импровизовани аеродром за евакуацију.

### Прва евакуација
Британска војна мисија на челу са генералом Чарлсом Армстронгом, која је имала око тридесет пет људи, била је спремна за евакуацију крајем маја 1944. године, Договорили су се са Командом у Барију, и 29. маја слетела су три транспортна авиона „Дакота“ - ДЦ-3. Њима је уз британску војну мисију евакуисано у Бари око четрдесет америчких и двадесет британских авијатичара. Са њима је отишло за Италију и неколико цивилних лица, а међу њима и члан Националног комитета политичар Живко Топаловић. Топаловић је упућен у иностранство са циљем да политичарима на Западу објасни право стање у Србији и интервенише у корист четничких снага генерала Михаиловића. Тада је за Италију одлетео и амерички капетан Џорџ Мусулин. Ова евакуација је уједно значила и да Савезници напуштају и окрећу леђа Југословенској краљевској војсци у Отаџбини и генералу Михаиловићу.

## Мисија Халијард

### Ваздушни мост Бари - Прањани
У околини Прањана било је спремно за евакуацију око 350 авијатичара. Постојала је опасност због њиховог дужег задржавања на једном месту, па су стално сељакани по околним селима. Почетком августа 1944. године стигла је трочлана мисија из Барија са капетаном Џорџом Мусулином, поручником Мајклом Рајачићем и наредником телеграфистом Артуром Џибилијаном. Са њима је дошла и екипа лекара на челу са др Џеком Митранијем, јер је било доста болесних и рањених пилота. По доласку мисије приступљено је продужењу аеродрома још за седамдесет метара, јер је био кратак за авионе Ц -47 којима је требало извршити евакуацију. Када су радови завршени, обавештена је радио везом Команда Петнаестог корпуса ваздушних снага САД у Барију, да могу да пошаљу авионе за евакуацију.
.
Група авиона Ц - 47, коју је сачињавало шест авиона, спустила се ноћу 10. августа 1944. године. На брзину је извршено укрцавање авијатичара у авионе, и један по један одлетели су пут Барија уз пратњу ескадриле ловачких авиона. Евакуисано је успешно око 150 људи. У седам часова ујутру 10. августа 1944. године уз пратњу већег броја ловаца П -51 и П - 38, појавило се поново осам транспортних авиона Ц -47. Приступило се укрцавању у авионе још око 200 људи, који су један по један одлетали пут Барија уз пратњу ловаца. Обезбеђење аеродрома за време евакуације вршиле су снаге Првог и Другог равногорског корпуса, омладинске бригаде и официрске школе, укупне јачине 8.000 до 10.000 бораца. 10. августа 1944. године, евакуисани су и неки цивили, амерички грађани, који су се за време рата затекли у Србији, као и чланови војно - политичке мисије предвођеном политичарем Адамом Прибићевићем и капетаном Звонимиром Вучковићем. У току августа ваздушни мост је и даље функционисао. На исти начин 12, 15, 18 и 29. августа извршена је евакуација још око 200 авијатичара.
Највеће разочарење за Врховну команду ЈВуО, официре и војнике, окупљене сељаке, били су потпуно празни авиони, долетели су без ратног материјала, војне помоћи и санитетског материјала. Американци су празне авионе правдали журбом и недостатком времена. Међутим, четници су сазнали од чланова посада ових авиона који су били српског порекла, да су авиони из Барија кренули пуни војне опреме, оружја и муниције, коју су успут избацили изнад партизанске територије у Босни и Херцеговини и Црној Гори.

### Евакуација из Коцељеве
Под притиском много боље наоружаних партизана од стране Савезника, а и под претњом продора Црвене армије у Србију током јесени 1944. године, врховна команда ЈВуО, заједно са америчком војном мисијом, напустила је Прањане и пребацила се у Посавотамнаву. У месту Свилеува код Коцељеве са импровизованог аеродрома, настављена је евакуација америчких авијатичара. Евакуисано је 17. и 29. септембра 1944. године око педесет пилота. Тада је са пилотима одлетео капетан Џорџ Мусулин, а амерички ОСС капетан Ник Лалић је остао да се и даље стара о евакуацији авијатичара.

### Евакуација из Бољанића на Озрену (северна Босна)
Средином октобра 1944. године, совјетска Црвена армија је после заузимања Источне Србије избила у долину Јужне, Велике и Западне Мораве све до Чачка. Партизанске снаге из Босне и Црне Горе, које су из Санџака преко Лима и Ибра, Копаоника пробиле крајем августа 1944. године у Србију, спојиле су се са совјетима. Црвена армија их је сачекала док не попуне своје редове мобилизацијом у Поморављу и Шумадији, ради заједничког напада на Београда. Под притиском партизанских снага Врховна команда ЈВуО прелази са својим јединицама из Србије у Источну Босну, заједно са америчком Војном мисијом предвођена пуковником Робертом Макдауелом и капетаном Ником Лалићем. Напустили су Коцељево и прешли су Дрину код Бадовинаца и Међаша, у Семберији у Источној Босни.
Једна група америчких авијатичара је одступила заједно са њима, а свакодневно су пристизали нови пилоти. Уз помоћ Озренских четника и сељака оспособљено је ново узлетиште у близини села Бољанић на планини Озрен(која је важила за једно од најјачих четничких упоришта и ниједном током рата није пало у руке комунистима), близу Добоја, од 22. октобра до 1. новембра 1944. године. Са овог узлетишта отишао је у Италију шеф америчке војне мисије, пуковник Роберт Макдауел, 1. новембра 1944. године, америчким авионом DC-3, уз пратњу седам ловаца. Са њима је отишао и капетан Џон Милодраговић и поручник Мајкл Рајачић. Тада је генералу Михаиловићу понуђено да и он пође са њима и да напусти земљу, међутим генерал је тај предлог енергично одбио.
Са узлетишта у Бољанићу је и капетан Ник Лалић 27. децембра 1944. године одлетео за Италију, а и радио - телеграфиста Артур Џибилијан. Том приликом евакуисана је и група од двадесет америчких авијатичара, један југословенски пуковник и један мајор. Генерал Михаиловић је одбио предлог америчког капетана Ника Лалића да и он пође са њима у Италију упркос Лалићевој информацији да је такав налог добио из Вашингтона. Генерал Михаиловић му је одговорио да је чврсто одлучио да остане са својим народом, и да не жели да га напусти кад је најтеже.
Последња евакуација са Озрена обављена је крајем фебруара 1945. године по врло хладном времену. Тада је у два транспортна авиона Ц - 47 у пратњи четири ловачка авиона „лајтнинг“ евакуисано око 40 људи, међу којима око 25 спасених америчких пилота.

## Постхумно одликовање
Средином септембра 1944. године престала су америчка бомбардовања циљева у Румунији. Бомбардери Петнаестог корпуса ваздушних снага САД, настављају из Барија да лете ка циљевима у Мађарској и Аустрији. Јединице генерала Михаиловића доживљавају тежак ударац нарочито после позива краља Петра II Карађорђевића да се прикључе Титовим партизанима, уз наговор Енглеза, позив је прочитан на радију Би-Би Си у Лондону 12. септембра 1944. године. Генерал Михаиловић, понижен од своје владе, краља и Савезника, остаје сам са највернијим сарадницима. Четници преживљавају пакао босанске голготе.
После једногодишњег боравка по босанским врлетима и шумама, генерал Михаиловић пада у руке Титових партизана, у време када је рат увелико био завршен. Комунисти организују у јуну 1946. године суђење генералу Михаиловићу, које ће протећи у познатом маниру стаљинистичких монтираних процеса. Оптужен је за издају српског народа и сарадњу са окупатором, комунистички суд му изриче смртну казну. У ноћи између 16. и 17. јула 1946. године пред малим бројем сведока, стрељали су генерала Драгољуба Михаиловића. Ни данас се не зна где је тачно гроб генерала Михаиловића.
Стотине америчких авијатичара чије су животе спасли четници, чим су чули вест да је генерал Михаиловић ухапшен, једини они устају у одбрану генерала. Одмах покрећу иницијативу за оснивање Комитета за праведно суђење генералу. Ангажују целокупну јавност Америке, и многе истакнуте јавне и културне раднике и политичаре. Међутим, ништа није помогло да се пресуда не изврши. И после извршене пресуде они су стално вршили притисак на америчку владу, да призна заслуге генералу Михаиловићу. Под тим притиском, председник САД Хари Труман, 29. марта 1948. године постхумно је одликовао генерала Драгољуба Михаиловића највишим орденом САД - Легијом за заслуге (Legion of merit). Тиме је призната грешка и неправда коју је Америка учинила, жртвовањем најоданијег савезника ради тренутних сопствених војно-политичких интереса. Образложење за доделу ордена гласи:
Генерал Драгољуб Михаиловић се на изузетан начин истакао као врховни командант југословенских оружаних снага, а касније и као министар рата, организовањем и вођењем веома важних снага отпора против непријатеља који је окупирао Југославију, од децембра 1941. године, до децембра 1944. године. Невероватним напором његових неустрашивих јединица многи авијатичари Сједињених Америчких Држава су спасени и безбедно враћени пријатељској команди. Генерал Михаиловић и његове снаге су и материјално доприносили савезничкој ствари и помогли у постизању коначне победе савезу, иако нису били активно снабдевани, и мада су се лишени свега, борили под крајње тешким условима. - Хари Труман
Орден је, у мају 2005. уручен ћерки генерала Михаиловића Гордани на скромној церемонији одржаној у амбасади САД у Београду.

## Занимљивости
- Полагањем венаца на спомен-обележје на некадашњем импровизованом аеродрому у Галовића пољу, у селу Прањани 16. августа 2009. године свечано је обележена 65. годишњица од мисије Халијард. Венце су положили командант РВПВО Војске Србије бригадни генерал Ранко Живак, отправница послова Амбасаде САД у Београду Џенифер Браш, представници Горњег Милановца и представници ветерана ЈВуО.[14][15] Тог дана је први пут од краја Другог светског рата један високи војни званичник из Београда исказао почаст и положио венац на спомен-обележје које чува помен на подвиг ЈВуО односно Дражине четнике.
- 2019. године, председник Србије Александар Вучић присуствовао је церемонији у Прањанима поводом 75. годишњице од ове операције.[16]
- 2020. године, свечано је отворен нови меморијални комплекс у Прањанима уз присуство државног врха Србије.[17]
- 2021. године, поводом 80. годишњице агресије Нацистичке Немачке и Фашистичке Италије на Краљевину Југославију први пут у историји је министар војни Уједињеног Краљевства посетио Србију, а том приликом посетио је нови меморијални комплекс у селу Прањани где је свечано открио спомен-обележје за учеснике британске мисије.[18]
- У знак сећања на ову операцију одржана је заједничка војна вежба падобранаца Војске Србије и Оружаних снага САД под називом "Небески мост 21"[19]
- У Музеју ваздушно-десантних и специјалних операција у месту Фејтвилу у Северној Каролини постављена је изложба од јуна до децембра 2022. године о мисији Халијард.[20] Најважнији изложени експонати су били приватни предмети учесника мисије. Између осталих могли су се видети ОСС падобранско одело, Дражин прстен, фото-апарат, фотографије и сл. Музеј експонате из ове мисије планира да уврсти у сталну поставку.